# Константа Миллса
Константа Миллса A — действительное число, одна из констант в теории чисел. Константа Миллса определяется как минимальное действительное число {\displaystyle A>1} такое, что для всех целых положительных {\displaystyle n} числа
{\displaystyle P_{n}=\left\lfloor A^{3^{n}}\right\rfloor ,}
являются простыми, где {\displaystyle \lfloor \cdot \rfloor } обозначает целую часть (округление вниз).
В 2025 году было доказано, что A является иррациональным числом. 
Константа названа в честь Уильяма Миллса, доказавшего её существование в 1947 году
.
Точное значение этой константы неизвестно, однако, если предположить, что гипотеза Римана верна, то значение можно найти: A = 1,3063778838630806904686144926….
Гипотеза Римана подразумевает через её следствие — гипотезу Линделёфа,[неоднозначно] что существуют простые числа между кубами двух последовательных натуральных чисел.

## Простые числа Миллса
Простые числа Миллса — это простые числа, найденные по указанной выше формуле при условии верности гипотезы Римана:[неоднозначно]
- {\displaystyle n=1\;\;\;P_{n}=2}
- {\displaystyle n=2\;\;\;P_{n}=11}
- {\displaystyle n=3\;\;\;P_{n}=1\,361}
- {\displaystyle n=4\;\;\;P_{n}=2\,521\,008\,887}
- {\displaystyle n=5\;\;\;P_{n}=16\,022\,236\,204\,009\,818\,131\,831\,320\,183}
- {\displaystyle n=6\;\;\;P_{n}=4\,113\,101\,149\,215\,104\,800\,030\,529\,537\,915\,953\,170\,486\,139\,623\,539\,759\,933\,135\,949\,994\,882\,770\,404\,074\,832\,568\,499}
- {\displaystyle \ldots }.

Есть и другой факт относительно этих чисел: если {\displaystyle P_{i}} — i-е число в этой последовательности, то {\displaystyle P_{i}} может быть найдено как наименьшее простое число, следующее за {\displaystyle P_{i-1}^{3}}. Он может быть использован для получения оценочных неравенств на константу Миллса.

## Численные вычисления
В 2005 году было высчитано более семи тысяч знаков A в предположении верности гипотезы Римана.